# Moniliophthora perniciosa
Moniliophthora perniciosa (ранее Crinipellis perniciosa) — гриб семейства Marasmiaceae, фитопатоген какао, вызывает заболевание, известное как болезнь ведьминого помела (англ. Witches' Broom Disease). Главное заболевание какао (Theobroma cacao), тропического дерева с семенами, которые перерабатываются в напиток какао и другие продукты. Ареал патогена M. perniciosa в настоящее время ограничен Южной Америкой, Панамой и островами Карибского бассейна и, возможно, является одним из самых известных заболеваний какао. M. perniciosa предположительно ко-эволюционировал с какао в центре происхождения последнего, который был впервые обнаружен в бразильской Амазонии в 1785 году.
Этот гриб является гемибиотрофным, с двумя характерными фазами: биотрофной (заражающей и распространяющейся на живой ткани) и сапротрофный (продуцирующей базидиоспоры на некротической ткани). Биотрофическая стадия и то, что вызывает её переключение на сапротрофную стадию, до сих пор не ясны.

## Растения-хозяева
Moniliophthora perniciosa может поражать несколько деревьев. Как правило, M. perniciosa заражает тропические растения и растения в верхнем бассейне Амазонки на восточной стороне Анд. В настоящее время известно, что M. perniciosa включает четыре различных биотипа (C, S, L и H), каждый из которых заражает разные растения-хозяева. Экономически важный С-биотип поражает виды Theobroma и Herrania (семейство Malvaceae).
Второй биотип (L-биотип) был обнаружен на лиане в Эквадоре. Впоследствии хозяин был идентифицирован как Arrabidaea verrucosa (Bignoniaceae), но у этого хозяина симптомы болезни ведьминого помела не наблюдались. S-биотип, известный только в Бразилии, вызывает симптомы болезни ведьминого помела у растений семейства Solanaceae, включая Solanum rugosum. Однако, в экспериментальных условиях этот биотип также способен вызывать симптомы заболевания на томатах, баклажанах, картофеле, перце и картофеле. Наконец, описанный H-биотип заражает Heteropterys acutifolia (Malpighiaceae), но он был реклассифицирован как отдельный вид, Moniliophthora brasiliensis. Филегенетический анализ собранных в полевых условиях базидиом и культур предполагает существование и других биотипов.
Исследование биологии размножения биотипов M. perniciosa показало, что те, которые вызывают симптомы заболевания (C- и S-биотипы), не являются ауткроссерами (первичные гомоталличные, то есть самосовместимые), где одна одноядерная базидиоспора способна завершить свой жизненный цикл. Это имеет важное значение в эпидемиологии заболеваний, поскольку инфекция единственной споры может быть плодовитой. Первичный гомоталлизм весьма необычен среди грибов-агариков, которые скрещиваются, требуя спаривания между мицелиями, полученными из зародышей одной споры (монокарионы), для образования дикариона, способного к образованию базидиома. L-биотип, в отличие от его родственников, обладает бифакториальным механизмом скрещивания.

## Болезнь ведьминого помела
Инфекция M. perniciosa на какао вызывает болезнь ведьминого помела, у которой проявляются характерные симптомы гипертрофии и гиперплазии дистальной ткани в месте заражения, потери апикального доминирования, пролиферации вспомогательных побегов и образования аномальных стволов. в результате получается структура, похожая на метлу, называемая зелёной метлой. Заражение цветочных подушек приводит к образованию подушечных веников и снижает способность производить жизнеспособные стручки, вызывая образование стручков без косточек или, другими словами, партенокарпические плоды. Партенокарпия какао обеспечивает питание гриба, который усваивает питательные вещества растения-хозяина при изменении физиологии хозяина, но не вызывая значительную некротическую гибель какао. Через 1—2 месяца после заражения некроз инфицированных тканей происходит дистально от исходного места заражения, образуя структуру, называемую сухой метлой. Болезнь может также привести к гибели растений после последовательных заражений грибком. Признаками инфекции M. perniciosa являются появление зелёной метлы, которая представляют собой структуру, похожую на метлу, которая образуется из стебля, и грибов, сформированных на стручках и поражённой вегетативной ткани, которые представляют собой маленькие розовые базидиоматы, содержащие базидиоспоры. Можно культивировать эти базидиомы в экспериментальных условиях на отрубно-вермикулитовой среде.